# Чжоу Гуанчжао
Чжо́у Гуанчжа́о (кит. упр. 周光召, пиньинь Zhōu Guāngzhào; 15 мая 1929, Чанша — 17 августа 2024, Пекин) — китайский физик-теоретик, профессор, академик Китайской АН и её президент в 1987—1997 годах. Иностранный член Национальной академии наук США (1987), иностранный член Российской академии наук (27.12.1988, до 1991 — АН СССР, по Отделению ядерной физики).
Член КПК с 1952 года, член ЦК КПК 12—15 созывов. Зампред ПК ВСНП 9 созыва.
Основные труды по теоретической физике и физике высоких энергий, опубликовал более 80 научно-исследовательских статей.
Лауреат Госпремии КНР (1982). Награждён медалью от ЦК КПК, Госсовета КНР и Центрвоенсовета (1999).

## Биография
По национальности хань.
Окончил физический факультет университета Цинхуа (1951). Затем получил степень магистра (доктора?) в Пекинском университете (1954), предоставив работу по теоретической физике, и остался преподавать там же.
В 1957 году Китайским НИИ атомной энергии направлен в СССР на исследовательскую работу в Объединённый институт ядерных исследований в г. Дубна. В 1960(1?) году возвратился в Китай, где стал замдиректора теоретического отдела НИИ ядерного оружия, с 1964 года директор НИИ. Затем главный инженер девятого бюро министерства ядерной промышленности.
В Институте теоретической физики Китайской АН: с 1979 года исследователь, с 1980 года член, с 1982 года заместитель, директор института.
С 1984 года вице-президент, в 1987—1997 годах президент Китайской АН, затем её спецсоветник.
В 1992 году подписал «Предупреждение человечеству».
В 1998—2003 годах зампред ПК ВСНП 9 созыва.
Умер 17 августа 2024 года в Пекине из-за болезни в возрасте 95 лет.
Почётный доктор Гонконгского баптистского университета (дек. 1988). Почётный доктор наук Гонконгского университета (1995). Также почётный доктор Городского университета Нью-Йорка, Университета McGill в Канаде, Городского университета Гонконга.
5 января 1996 года в честь Чжоу Гуанчжао астероиду, открытому 25 октября 1981 года в обсерватории Цзыцзиньшань, Нанкин, КНР, присвоено наименование 3462 Zhouguangzhao.